# جيمي ستيفنز
جيمي ستيفنز (بالإنجليزية: Jamie Stevens)‏ (25 فبراير 1989 في المملكة المتحدة - ) هو لاعب كرة قدم بريطاني في مركز الدفاع. لعب مع إبسفليت يونايتد ونادي فارنبوروه ونادي كرولي تاون ونورثويتش فيكتوريا وHolbeach United F.C. ‏ وسبالدينغ يونايتد ‏ ونادي بوسطن يونايتد.

## وصلات خارجية
- جيمي ستيفنز على موقع قاعدة بيانات كرة القدم.إي يو (الإنجليزية)
- جيمي ستيفنز على موقع Soccerbase.com (لاعب) (الإنجليزية)